# Аннали генріковських цистерціанців
Аннали генріковських цистерціанців (лат. Annales Cisterciensium in Heinrichow, пол. Rocznik Cystersow Henrykowskich) - компіляція, зроблена в XIV ст. з різних польських історичних джерел (у тому числі на основі Кам'янських анналів), до якої пізніше, ймовірно, у XV ст., були додані два повідомлення про події 1386 і 1410. Збереглися у кількох рукописах XIV—XV ст., найстарша з яких належить до 1340. Охоплюють період із 970 по 1410. Описують події історії Сілезії, повідомляючи при цьому окремі відомості з історії Польщі, Чехії, Литви та ін.

## Видання
- Breve chronicon Silesiae // Scriptores Rerum Silesiacarum. Hg. von GA Stenzel. Bd. 1. Breslau, 1835, p. 33-37.

- Annales Cisterciensium in Heinrichow/ed. W. Arndt // MGH. SS. V. XXIX. Hannoverae, 1866, p. 543-546 [3] .

- Rocznik Cystersow Henrykowskich/Wydal A. Bielowski // MPH, T. 3. Lwow, 1878, p. 699-704 [4] .

## Переклади російською мовою
- Коротка силезька хроніка - переклад А. З. Досаєвим видання анналів Г.Р. А. Штензелем на сайті Східна література
- Аннали генріковських цистерціанців - переклад А. З. Досаєвим реконструкції тексту анналів з видання У. Арндта на сайті Східна література